# Daniel Weisiger Adams
Daniel Weisiger Adams (1er mai 1821 - 13 juin 1872) est un avocat et un brigadier-général de l'armée des États confédérés pendant la guerre de Sécession.

## Avant la guerre
Adams naît à Frankfort, Kentucky,,,, fils de George Adams et d'Anna Weisiger Adams. Son frère, William Wirt Adams est aussi un brigadier général de l'armée confédérée,,.
La famille part pour le Mississippi, en 1825. Adams apprend le droit et devient avocat dans le Mississippi,,.
Il est également second lieutenant dans la milice du Mississippi et membre de la législature du Mississippi. Adams tue dans un duel l'éditeur d'un journal qui a critiqué son père,,,.
Adams part pour la Nouvelle-Orléans, en Louisiane, en 1852. Il prend une place importante dans les cercles politiques locaux et les milieux sociaux, et son cabinet devient l'un des grands de la ville.

## Guerre de Sécession
Avec la sécession de la Louisiane à la suite de l'élection d'Abraham Lincoln en 1860 en tant que président des États-Unis, au début de 1861, le gouverneur de la Louisiane Thomas O. Moore nomme Adams en tant que membre du conseil d'administration militaire créé pour préparer l'état pour la guerre,. Adams est par la suite nommé lieutenant-colonel du 1st Louisiana Regulars, ou 1st Louisiana Infantry, dans l'armée des confédérés, et est promu colonel le 30 octobre 1861, après l'envoi du régiment à Pensacola, en Floride,,,.
Lorsque le commandant de brigade de son régiment, le brigadier général Adly H. Gladden est tué le premier jour de la bataille de Shiloh, Adams assume le commandement de la brigade,,,. Peu de temps après, Adams est blessé lors d'autres combats dans le Nid de guêpes et perd son œil droit,,,. Adams est si grièvement blessé que le conducteur de la charrette dans laquelle il est transporté avec d'autres soldats blessés laisse le général, sans connaissance et plein de boue, pour mort le long de la route de boueuse pour alléger la charge de la charrette. Adams est sauvé lorsque des soldats du 10th Mississippi Infantry Regiment qui passent remarquent qu'Adams est en vie.
Adams est promu au brigadier général le 23 mai 1862,,,. Il conduit sa brigade lors des batailles de Perryville et de Stones River,,,. Il est de nouveau blessé, au bras gauche, à Stones River le 31 décembre 1862,,.
Adams reprend le service au début de 1863 et conduit sa brigade lors du siège de Jackson, Mississippi, sous les ordres du général Joseph E. Johnston,,,. Sous le commandement du général Braxton Bragg, la brigade d'Adams combat à Chickamauga,,,. Le brigade d'Adams perce les lignes de l'Union, le deuxième jour de la bataille, mais est repoussée par les renforts de l'armée de l'Union. Adams est de nouveau blessé, au bras gauche, et est capturé,,,.
Après avoir suffisamment récupéré pour reprendre le service et échangé, Adams commande brièvement une brigade de cavalerie. Par la suite, Il prend le commandant du district du centre de l'Alabama en 1864, et le commandement du département de l'État de l'Alabama, du Nord du Golfe en 1865. Il prend part à la bataille de Selma en 1865, et à la bataille de Columbus, en Géorgie, la même année,.

## Après la guerre
Après la fin de la guerre, Adams passe quelque temps en Angleterre. Ensuite, il reprend la pratique du droit à la Nouvelle-Orléans jusqu'à sa mort le 13 juin 1872,. Daniel Weisiger Adams est enterré au cimetière de Greenwood à Jackson, au Mississippi, à côté de son frère William Wirt Adams,. La tombe de Daniel Weisiger Adams n'est pas marquée mais, ironiquement, il y a un cénotaphe en sa mémoire dans la section confédérée de Greenwood.

## Photo
La photo étiquetée comme "D. W. Adams", dans Photograph History of the Civil War Volume X de Francis Miller (qui apparaît aussi dans Find A Grave) est incorrecte ; il s'agit de celle de son frère W. W. Adams. La seule photo connue — cf. ci-dessus — de Daniel Weisiger Adams apparaît dans Generals In Gray, page 1 d'Esdras J. Warner.